# Rjava
Rjava (en rus: Ржава) és un poble de l'óblast de Kursk, a Rússia, segons el cens del 2010 tenia 132 habitants.